# Le Huguenot
Le Huguenot est un film muet français réalisé par Louis Feuillade sorti en 1909.

## Fiche technique
- Scénario : Louis Feuillade, d'après Eugène Scribe

## Distribution
- Renée Carl
- Christiane Mandelys
- Maurice Vinot
- Alice Tissot